# Traisen, Áo
Traisen là một thị xã thuộc huyện Lilienfeld trong bang Niederösterreich.